# Test F1 2010-2011

## Test di F1 2010

### Test per giovani piloti
Il Test per giovani piloti 2010 si è svolto il 16 e 17 novembre 2010 sul circuito di Yas Marina. Questo è il primo test dopo la fine del Campionato mondiale di Formula 1 2010.

### Resoconto
Nella prima giornata di test dedicata ai giovani piloti, la sorpresa è arrivata dal giovane pilota della Red Bull, Daniel Ricciardo, che ha preceduto tutti con un ottimo 1'39"616.
Il tempo del pilota australiano è stato di un secondo superiore al secondo miglior tempo di giornata fatto segnare da Oliver Turvey su McLaren.
Ha deluso le attese il francese della Ferrari Jules Bianchi (+4″278), recentemente annunciato come collaudatore Ferrari per il 2011 e gestito da Nicolas Todt, figlio di Jean Todt e manager anche di Felipe Massa.
La seconda giornata di test ad Abu Dhabi ha visto in pista ancora i giovani piloti.
Come nella giornata di ieri, Daniel Ricciardo su Red Bull ha fatto segnare il miglior tempo. L'australiano ha preceduto Jérôme d'Ambrosio (Renault), Sam Bird (Mercedes) e Gary Paffett (McLaren).
In pista anche Davide Valsecchi che con la HRT ha fatto segnare 1'43"013.

### Risultati
Giorno 1:
| Pos | Pilota                 | Team                 | Tempo    | Giri |
| --- | ---------------------- | -------------------- | -------- | ---- |
| 1   | Daniel Ricciardo       | RBR-Renault          | 1'39"616 |      |
| 2   | Oliver Turvey          | McLaren-Mercedes     | 1'40"725 |      |
| 3   | António Félix da Costa | Force India-Mercedes | 1'41"381 |      |

Giorno 2:
| Pos | Pilota            | Team          | Tempo    | Giri |
| --- | ----------------- | ------------- | -------- | ---- |
| 1   | Daniel Ricciardo  | RBR-Renault   | 1'38"102 | 77   |
| 2   | Jérôme d'Ambrosio | Lotus-Renault | 1'38"802 | 83   |
| 3   | Sam Bird          | Mercedes GP   | 1'39"220 | 82   |

### Test Gomme Pirelli
I Test gomme Pirelli 2010 si sono svolti il 20 e 21 novembre 2010 sul circuito di circuito di Yas Marina che sorge sull'Isola Yas, negli Emirati Arabi Uniti. Questo è il secondo test dopo la fine della stagione di Formula 1 2010. Scendono in pista le stesse vetture del 2010, ma utilizzano tutte le gomme Pirelli.

### Resoconto
Sul circuito di Abu Dhabi si è svolta la prima giornata di test per i dodici team del campionato con le nuove gomme Pirelli, dal 2011 fornitore unico di pneumatici per tutte le monoposto per tre stagioni. In pista, è sceso un solo pilota per scuderia, tranne per la Force India che ha scelto di far girare nella mattinata Adrian Sutil e nel pomeriggio Paul Di Resta. La Pirelli ha messo a disposizione per ogni vettura quattro set di gomme, due dalla mescola media e due dalla mescola morbida. Per la Ferrari è stato il brasiliano Felipe Massa a girare, effettuando 94 giri, e registrando il miglior tempo assoluto (1'40"170) davanti alla Red Bull del neo campione Sebastian Vettel (1'40"500 e 77 giri). Terzo tempo per la McLaren di Gary Paffett (94 giri, 1'40"874).
Nella seconda giornata di test gomme Pirelli Sul circuito di Abu Dhabi hanno nuovamente girato i 12 team del campionato. In questa giornata è stato il turno di Fernando Alonso di provare gli assetti ideali per il nuovo tipo di pneumatici che lo accompagnerà nella prossima annata. L'asturiano a fine giornata ha dichiarato di non aver avuto particolari problemi né di assetti né con le nuove gomme. Alonso ha effettuato 105 giri fermando il cronometro sul tempo di 1'40"529, quattro decimi più lento di Massa. Sensazioni positive anche per Michael Schumacher, che ha trovato i nuovi pneumatici molto più adatti al suo stile di guida, con l'anteriore più dura. In queste due giornate di test sono state provate le gomme con 28 gradi ambientali con 39 gradi sull'asfalto. I test Pirelli proseguiranno agli inizi di dicembre in Bahrein dove i tecnici proveranno ancora le diverse mescole con temperature ambientali alte. Si proverà in Europa a gennaio, mentre i test con tutti i team del campionato riprenderanno a febbraio.

### Risultati
Giorno 1:
| Pos | Pilota           | Team             | Tempo    | Giri |
| --- | ---------------- | ---------------- | -------- | ---- |
| 1   | Felipe Massa     | Ferrari          | 1'40"170 | 94   |
| 2   | Sebastian Vettel | RBR-Renault      | 1'40"500 | 77   |
| 3   | Gary Paffett     | McLaren-Mercedes | 1'40"874 | 94   |

Giorno 2:
| Pos | Pilota             | Team        | Tempo    | Giri |
| --- | ------------------ | ----------- | -------- | ---- |
| 1   | Fernando Alonso    | Ferrari     | 1'40"529 | 105  |
| 2   | Rubens Barrichello | Williams    | 1'41"294 | 101  |
| 3   | Sébastien Buemi    | STR-Ferrari | 1'42"145 | 98   |

## Test F1 2011
I Test pre-stagione del 2011 sono articolati in 4 appuntamenti: si comincia a Valencia, sul circuito Ricardo Tormo, e si conclude a Barcellona, sul circuito di Circuito del Montmelò; ecco il calendario:
- Valencia, circuito Ricardo Tormo. 1-3 febbraio 2011.

- Jerez, circuito de La Frontera. 10-13 febbraio 2011.

- Barcellona, Circuito del Montmelò. 18-21 febbraio 2011.

- Bahrein, Bahrain International Circuit. 3-6 marzo 2011.

Successivamente, a causa degli eventi accaduti in Bahrein, i test sono stati spostati:
- Barcellona, Circuito del Montmelò. 8-12 marzo 2011.

### Valencia
Il 1º febbraio la maggior parte delle scuderie sono scese in pista sul circuito spagnolo di Valencia per la prima giornata di prove ufficiali.
Solo sette Team hanno messo in pista e girato con la nuova monoposto 2001 mentre McLaren, Force India, Virgin e HRT sono scese in pista con quella della passata stagione.
Il Team Lotus invece comincerà i test solo il giorno successivo con Kovalainen.
Anche se i tempi sono solo un primo assaggio della stagione, c'è da registrare il miglior tempo del Campione del Mondo 2010, Sebastian Vettel. 
Il tedesco, alla guida della nuova Red Bull, è subito risultato il più veloce.
Alle sue spalle tre piloti con vetture 2010: Nico Hulkenberg (Force India), Gary Paffett (McLaren) e Paul Di Resta (Force India). 
Problemino idraulico invece per la nuova Mercedes MGP W02 di Michael Schumacher e Nico Rosberg.
Molta curiosità intorno alle novità aerodinamiche della Lotus-Renault che presenta un'inedita soluzione per gli scarichi che soffiano nella zona anteriore del fondo piatto e quella della Mercedes con uno strano foro.
Fernando Alonso ha chiuso la seconda giornata di test a Valencia con il miglior tempo. Lo spagnolo, quinto crono il giorno prima, ha segnato un tempo di 1:13.307 che gli è valso la testa della classifica.
La F150 sembra andare bene nella lunga distanza. Dopo aver passato la mattinata a fare test aerodinamici e prove con gli pneumatici, Fernando ha anche avuto modo di fare qualche run di una decina di giri, facendo notare una buona costanza nel rendimento. 107 giri in totale per lui.
Sebastian Vettel ha completato solamente 43 giri ed ha segnato il secondo tempo, pur avendo girato solamente la mattina. Nel pomeriggio, sarebbe toccato a Mark Webber, ma qualche inconveniente lo ha costretto ad accontentarsi di fare solamente 16 giri.
Terzo tempo per la Force India di Paul Di Resta, che ha continuato a girare con la VJM03 ibrida, in attesa della nuova monoposto.
Che i tempi valgono poco e niente, lo dimostra il “sorprendente” sesto tempo di Narain Karthikeyan, con la HRT dello scorso anno, ma con cambio Williams.
Sortunato Kovalainen , che ha fatto 15 giri in totale: il suo servosterzo gli creava talmente tanti problemi, che il Team Lotus ha deciso di smontare tutto e mandarlo in fabbrica.
Problemi anche per Rubens Barrichello (guasto elettrico).
L'ultimo giorno dei test di Formula 1 a Valencia ha visto il primato di Robert Kubica e della nuova Renault nero-oro. Il polacco ha chiuso le prove con il tempo di 1'13”144, tempo migliore di quello del tedesco Adrian Sutil; che ha girato con la Force India-Mercedes dell'anno scorso.
Terzo, a mezzo secondo, si è piazzato Jenson Button con la McLaren-Mercedes del 2010 ma aggiornata. A guidare la nuova Red Bull-Renault è stato Mark Webber.
Felipe Massa, non è andato oltre il quinto tempo: Il brasiliano aveva praticamente saltato la sessione del mattino a causa di un principio d'incendio provocato dalla perdita di lubrificante.
Jarno Trulli non ha fatto registrare alcun rilevamento di cronometraggio: l'italiano, con la nuova Lotus-Renault Lotus T128 ha effettuato soprattutto prove di aerodinamica.
- Risultati:

| Giorno      | Pilota           | Team             | Tempo    | Giri |
| ----------- | ---------------- | ---------------- | -------- | ---- |
| 1º febbraio | Sebastian Vettel | RBR - Renault    | 1'13"769 | 93   |
| 2 febbraio  | Fernando Alonso  | Ferrari          | 1'13"307 | 108  |
| 3 febbraio  | Robert Kubica    | Lotus Renault GP | 1'13"144 | 97   |

### Jerez
- Risultati:

| Giorno      | Pilota             | Team              | Tempo    | Giri |
| ----------- | ------------------ | ----------------- | -------- | ---- |
| 10 febbraio | Felipe Massa       | Ferrari           | 1'20"709 | 101  |
| 11 febbraio | Michael Schumacher | Mercedes GP       | 1'20"352 | 112  |
| 12 febbraio | Nick Heidfeld      | Renault GP        | 1'20"361 | 86   |
| 13 febbraio | Rubens Barrichello | Williams-Cosworth | 1'19"832 | 103  |

### Barcellona
- Risultati:

| Giorno      | Pilota           | Team          | Tempo    | Giri |
| ----------- | ---------------- | ------------- | -------- | ---- |
| 18 febbraio | Sebastian Vettel | RBR - Renault | 1'24"374 | 37   |
| 19 febbraio | Sebastian Vettel | RBR - Renault | 1'23"410 | 104  |
| 20 febbraio | Nico Rosberg     | Mercedes GP   | 1'23"168 | 92   |
| 21 febbraio | Felipe Massa     | Ferrari       | 1'22"625 | 121  |

- Risultati:

| Giorno   | Pilota             | Team           | Tempo    | Giri |
| -------- | ------------------ | -------------- | -------- | ---- |
| 8 marzo  | Mark Webber        | RBR - Renault  | 1'22"544 | 97   |
| 9 marzo  | Sebastian Vettel   | RBR - Renault  | 1'21"865 | 112  |
| 10 marzo | Sergio Pérez       | Sauber-Ferrari | 1'21"761 | 95   |
| 11 marzo | Michael Schumacher | Mercedes GP    | 1'21"249 | 67   |
| 12 marzo | Nico Rosberg       | Mercedes GP    | 1'43"814 | 35   |